# Slovensko planinsko društvo
Slovenski planinsko društvo (kratica SPD) je nekdanje društvo slovenskih planincev, ki je delovalo od zadnjega desetletja 19. stoletja do konca druge svetovne vojne. Načrtno je gradilo slovenske planinske koče in markiralo planinske poti

## Gorništvo
Gorništvo oz. planinstvo je izšlo iz razsvetljenstva, zato ni čudo, da so naše gore začeli prej spoznavati in obiskovati tujci. Šele podvigi posameznikov v gorah v 19. stoletju so gorništvo približali ljudem. Še pred ustanovitvijo Slovenskega planinskega društva so na Slovenskem delovali, gorske poti označevali in planinske koče gradili ter oskrbovali Nemci, združeni v Kranjski sekciji Nemško-avstrijskega planinskega društva.
Slovenska gorniška zgodovina se je začela z Valentinom Staničem (1774–1847), več kot 200 let nazaj. Po Alpah je plezal iz veselja za neznanim, spotoma pa opravil še nekatere meritve višin. 
Za slovensko gorništvo ima velike zasluge Jakob Aljaž (1845–1927), rodoljub, graditelj triglavskih koč in poti in dušni pastir vsem, ki so radi zahajali v gore. Pomembna osebnost v slovenskih gorah je bil tudi Julius Kugy, tržaški ljubitelj gora in prijatelj Slovencev.

## Ustanovitev društva
Koncem leta 1892 je začasni odbor predložil pravila, Kranjska deželna vlada pa jih je 1. januarja 1893 odobrila. Ustanovni zbor SPD je bil 27. februarja 1893, prvi predsednik pa je postal Fran Orožen. Ob ustanovitvi SPD je bilo ustanovljeno tudi Osrednje društvo SPD, ki je predhodnik današnjega planinskega društva Ljubljana-Matica.

## Osrednje društvo in podružnice
Osrednje društvo je bilo po eni strani centrala za podružnice, ustanovljene po vsej slovenski pokrajini, po drugi strani pa je skrbelo za potrebe planincev na širšem ljubljanskem območju. Društvo je vodil in upravljal osrednji odbor SPD, na čelu katerega je bil izvoljeni predsednik, ki je bil hkrati tudi predsednik Osrednjega društva SPD v Ljubljani. 
SPD je pričelo delovati v prizadevanju za ohranitev slovenske podobe slovenskih gora in v tem prizadevanju ustanavljati podružnice.  Tako je bila v Kamniku 19. julija 1893 ustanovljena prva podružnica SPD, kateri se je ob ustanovitvi pridružilo 28. članov, prvi predsednik pa je postal Josip Močnik. Prvi kamniški so sledile savinjska, radovljiška in soška, 1897 pa tudi češka podružnica SPD v Pragi.

### Aktivnosti društva in podružnic pred prvo svetovno vojno
Vse novoustanovljene podružnice so se posvetile načrtni gradnji slovenskih planinskih koč. Za označevanje in zavarovanih planinskih poti je skrbel markacijski odsek in jih v prvih dveh letih označil 175. Prva označena pot je bila pot na Triglav, in sicer že leta 1871. Enotno označevanje planinskih poti se je začelo, ko je leta 1922 Alojz Knafelc predložil »Navodila za jednotno markiranje potov«. Oznaka – rdeč kolobar z belo piko na sredini, je bila zaščitena z uredbo Kraljevske banske uprave Dravske banovine, dne 18. novembra 1933.
Leta 1895 je društvo začelo izdajati Planinski vestnik, 1900 je uredilo vprašanje slovenskih gorskih vodnikov in 1912 ustanovilo prvo postajo Gorske reševalne službe. Do začetka prve svetovne vojne je SPD imela 26 podružnic s 3337 člani.

### Delovanje v Kraljevini Jugoslaviji
Po 1. svetovni vojni je zunaj nje ostalo 13 podružnic. Slovensko planinsko društvo  je izgubila nekaj koč, pridobila pa vse nemške in Češko kočo na Spodnjih Ravneh. Leta 1923 je bilo v društvu okoli 6.000 članov, 1929 pa 11.125 in približno toliko tudi pred začetkom 2. svetovne vojne.
Vodstvo SPD je v prvem obdobju podpiralo predvsem gorništvo, brez poudarjanja športnih sestavin, čeprav je bilo med člani že nekaj plezalcev in smučarjev. Ker so se mladi v pojmovanju alpinizma, ki se je začel širiti zlasti po prvi svetovni vojni in v organizacijski zasnovi razhajali z vodstvom SPD, so 1921 v Ljubljani ustanovili klub Skala, kljub temu pa še delovali v osrednjem odboru SPD. 
Leta 1939 je SPD dobilo stalno mesto v izvršnem odboru Mednarodne zveze alpinističnih in planinskih združenj (UIAA).

### Druga svetovna vojna in preoblikovanje društva
Med 2. svetovno vojno delovanje SPD ni popolnoma zamrlo, v zmanjšanem obsegu pa je izhajal tudi Planinski vestnik.

## Nekatere znane osebnosti Slovenskega planinskega društva
- Klement Jug (1898–1924) je bil v gorah drzen in iznajdljiv, premagoval je steno za steno in dal Slovencem temelje alpinistične etike in narodno samozavest.
- Joža Čop (1893–1975) je premišljeno in manj zaletavo raziskoval triglavsko steno in druge stene v Julijcih ter bil vodnik drugim gornikom in reševalec.
- Pavel Kunaver (1889–1988), je bil vsestranski gornik, smučar, astronom in jamar, slikar in fotograf, naravovarstvenik, predvsem pa vzgojitelj.

## Planinsko društvo Slovenije in Planinska zveza Slovenije
Leta 1946 je bilo ustanovljeno Planinsko društvo Slovenije, ki se je leta 1948 preoblikovalo v Planinsko zvezo Slovenije. Iz nekdanjih podružnic SPD v Trstu, Gorici, Celovcu so nastala samostojna društva:
- Slovensko planinsko društvo Celovec
- Slovensko planinsko društvo Gorica
- Slovensko planinsko društvo Trst,
- Slovensko planinsko društvo Bariloče v Argentini je bilo ustanovljeno leta 1951.